# Hamilton Jukes
Hamilton Dawson Jukes (28. května 1895, Winnipeg, Manitoba – 8. ledna 1951, San Diego, Kalifornie) byl britský reprezentační hokejový obránce.
S reprezentací Velké Británie získal jednu bronzovou olympijskou medaili (1924).

## Úspěchy
- Bronz na Letních olympijských hrách - 1924